# Péon
Pour les articles homonymes, voir Péon (homonymie).
Pour l'usage du mot en tauromachie, voir Péon (tauromachie).

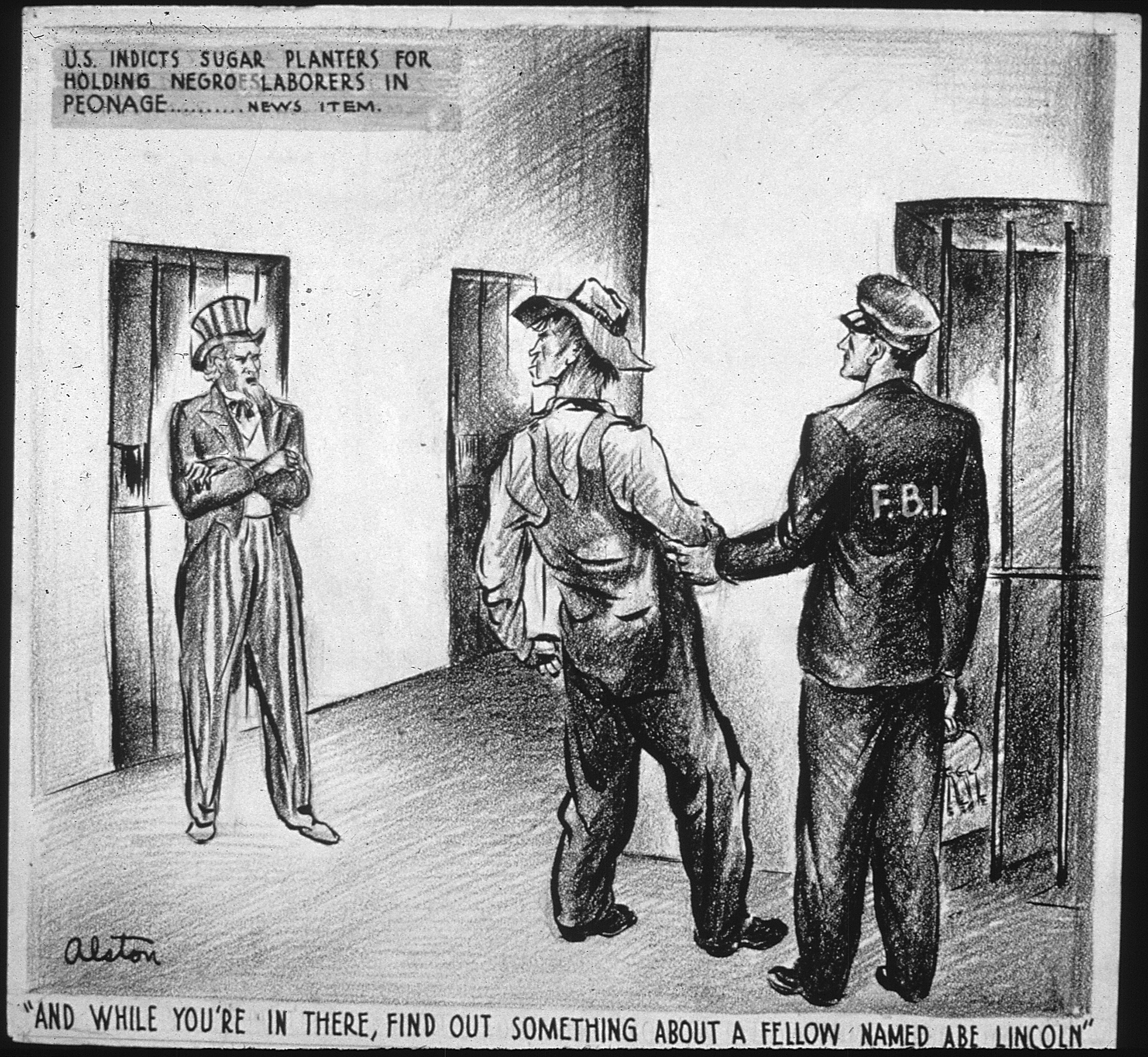
Les États-Unis condamnent les planteurs de canne à sucre pour avoir tenu des ouvriers noirs en situation de péonage. « Et pendant que vous serez là-dedans, renseignez-vous sur un gars nommé Abe Lincoln. » 1943, source NARA.

Le mot péon, est un mot dérivé de l’espagnol peón, signifiant « ouvrier non spécialisé », « pion », « piéton » ou  initialement « valet de ferme ».  Il fait généralement référence à une personne sujette à une forme de travail dans lequel le travailleur (péon) a peu de contrôle sur ses conditions d'emploi. Les mots « péon » et « péonage » peuvent renvoyer à la période coloniale en Amérique latine ou dans d'autres pays colonisés par l'Espagne, ainsi qu'à la période suivant la guerre de sécession aux États-Unis.
Le mot péon possède également d'autres usages ; par exemple, dans les jeux vidéo ou en informatique, il s'agit d'une personne sans privilèges spéciaux sur un système. 
En Inde, il provient du portugais peão pour son acception militaire, et du cingalais pūna lorsqu'il désigne des arbres.

## Étymologie
Du latin pedo (« pied »), pedonis (« fantassin »)[Quoi ?], qui va à pied. Le terme est apparenté au français « pion », à l'italien « pedone » et à l'anglais « pawn ».
Il est utilisé dans le sens de « fantassin » au jeu d'échec (idem « pion »).

## Europe et Amériques

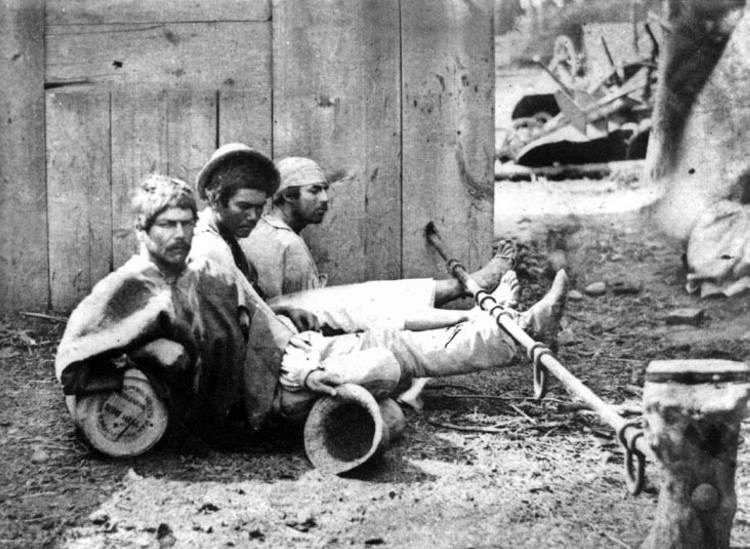
Châtiment de peons au Chili durant la construction d’une ligne ferroviaire en 1862.

Le mot peón désigne en espagnol une personne qui voyage à pied plutôt qu’à cheval (caballero). 
Dans les pays hispaniques, particulièrement en Amérique latine dans le système des haciendas,  le péon est un salarié de bas statut (particulièrement un journalier ou un domestique, un paysan, etc.),,.
En tauromachie, le péon est un torero chargé d’assister le matador,.
En économie, le mot anglais peon est un débiteur qui doit travailler pour son prêteur jusqu'à ce que sa dette soit apurée.

## Asie

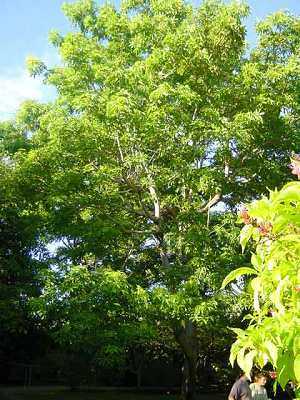
Poon tree (Sterculia foetida).

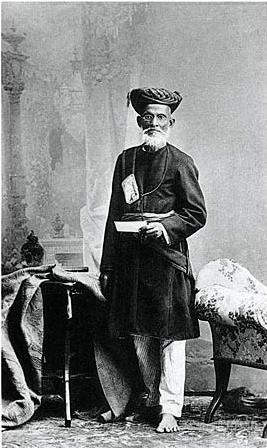
Peon indien, 1910. Bien que dans la société européenne, les péons aient été considérés comme ayant un statut quelque peu inférieur, en Inde, au début du siècle, les péons étaient des cols blancs qui pouvaient accéder à un certain pouvoir et influence. Vêtus de costumes, ils se considéraient comme des hommes de statut. Ils contrôlaient souvent l'accès à leurs employeurs, ce qui leur donnait un pouvoir considérable. Cette image reflète la nouveauté de leur profession dans le contraste entre les pieds nus et la lettre entre les mains de l'homme.

En Asie, le peon peut également désigner les arbres nommés poon, du genre Calophyllum, ou Sterculia, particulièrement ceux utilisés pour les bateaux ou le bâtiment. Dans cette acception, le terme vient du cingalais pūna.
En Inde, le terme désignait un soldat à pied voire, plus précisément, un soldat servant en tant que messager, ; dans cette acception, il provient du portugais peão. Il désigne de nos jours le niveau d'entrée de la classification des employés des organisations gouvernementales et non-gouvernementales.

## Dans les jeux vidéo
Dans Warcraft, l’ouvrier des orcs est le « péon ». Il s'agit de l'unité de base — non guerrière — utilisée par les orcs pour exploiter les ressources naturelles ou bâtir. Dans l'univers du jeu, les orcs ne sont pas très intelligents et de tradition guerrière ; le péon est décrit dans le manuel du jeu comme la « lie des Orcs, chiens destinés aux travaux laborieux. Ils seront bûcherons ou mineurs et des constructeurs durs à la tâche. Lâches, ils fuiront tout combat. »
Depuis le jeu vidéo Warcraft II: Tides of Darkness, le mot « péon » est utilisé par les joueurs de jeux de stratégie en temps réel pour désigner dans ces mêmes jeux les unités de type ouvrier qui construisent les bâtiments et/ou récoltent les ressources.
Le mot est entré dans la culture geek et trouve désormais sa place pour désigner des acteurs sans pouvoirs.

#### Citations originales
1. ↑  (en) « any of several East Indian trees of the genus Calophyllum[8] »
2. ↑  (en) « Peon : The lowliest of the Orcs, these dogs are good for little more than rough work. Command them to cut wood or mine the pits for gold. They also make strong laborers in the construction of all manner of buildings. They are all cowards, and will run like little children if attacked. »